# Dominique Gutherz
Dominique Gutherz (Montpellier, 15 juillet 1946 - Nîmes, 25 juillet 2022) est un artiste-peintre français, connu principalement pour ses représentations du corps féminin, en particulier de sa femme, qui fut son modèle principal. Lauréat du Prix de Rome en 1975, il s’est également engagé en faveur de l'éducation artistique, ayant été professeur puis directeur de l'École supérieure des beaux-arts de Nîmes de 2002 à 2015,, et œuvrant pour le développement des liens entre l'école et l'université de Nîmes.

## Biographie
Dominique Gutherz est né en 1946 à Montpellier, fils de Robert Gutherz, médecin originaire de Bucovine, et de Geneviève Gutherz (née Liffran). Il s'est installé à Meynes, dans le Gard, où il a vécu pendant plusieurs années. Dominique Gutherz était marié à Catherine, qui fut son modèle. Dominique Gutherz est décédé en 2022. 

## Carrière artistique, formation et influences
Dominique Gutherz a étudié dans l'atelier du peintre Jean Bazaine et a collaboré avec lui sur le projet des vitraux contemporains de la cathédrale de Saint-Dié,.
Son esthétique s'est formée lors d'un séjour à la Villa Médicis entre 1975 et 1977, période durant laquelle l’institution était dirigée par le peintre Balthus et avec qui la rencontre a été déterminante. Son approche artistique s'inscrit dans une tradition de la peinture européenne allant de Pontormo à Cézanne, du Gréco à Giacometti.
Influencé par des artistes tels que Balthus et Giacometti, l'œuvre de Gutherz se caractérise par des portraits de femmes, d’abord de sa mère et ses sœurs, puis principalement de son épouse Catherine ainsi que de leurs filles, réalisés avec une palette réduite de couleurs et des traits de dessin visibles. Gutherz a également réalisé des aquarelles de paysages méditerranéens, présentant la nature environnante et les toits des maisons des villages voisins. Par ailleurs, il a collaboré avec des poètes tels qu'Yves Bonnefoy.